# Karin Hirn
Karin Hirn, född Åberg 18 maj 1869 i Borgå, död 21 juli 1943 i Helsingfors, var en finlandssvensk översättare.
Karin Hirn var dotter till Karl Eugen Åberg och Emelia Leontine Hougberg. Hon var gift med författaren och professorn Yrjö Hirn. Paret hade två barn, professor Hans Hirn (1896–1970) och Marta Hirn (1903–1995).

## Översättningar
- Lafcadio Hearn: (Exotica: noveller och studier från Japan (Wahlström & Widstrand, 1901)
- Lafcadio Hearn: Exotica: noveller och studier från Japan. Ny samling (Wahlström & Widstrand, 1903)
- Joseph Conrad: Fredlösa historier (Tales of unrest) (Wahlström & Widstrand, 1903). Ny uppl. 1983
- Lafcadio Hearn: Exotica : noveller och studier från Japan. Samling 3, Spöken och drömmar från Japan (Wahlström & Widstrand, 1904)
- Lafcadio Hearn: Natalika (Stray leaves from strange literature) (Wahlström & Widstrand, 1905)
- Thomas Hardy: En grupp förnäma damer (A group of noble dames) (Björck & Börjesson, 1906)
- Fiona Macleod (pseud. för William Sharp): Vind och våg: keltiska sägner (Wind and wave (Wahlström & Widstrand, 1910)
- Alexander von Gleichen-Russwurm: Sällskapslifvet: den europeiska världens seder och bruk 1789-1900 (Wahlström & Widstrand, 1911)
- Fiona Macleod: Syndätaren och andra keltiska sägner (The sin eater) (Wahlström & Widstrand, 1915)
- Anatole Le Braz: Legender om döden och andra berättelser från Bretagne (Schildt, 1917)
- Cleveland Moffett: Vågsamma yrken (Careers of danger and daring) (Bonnier, 1917)
- Francis W. Bain: Kärlekens höga visa, återgiven efter ett gammalt sanskritmanuskript (Wahlström & Widstrand, 1922)
- Ernest Dimnet: Systrarna Brontë (Norstedt, 1927)